# Marée terrestre
La marée terrestre est l'expression de la force de marée sur la Terre solide (par opposition à la marée océanique qui s'effectue sur une partie de l'hydrosphère). Elle est due, comme pour les marées océaniques, aux forces de gravitation de la Lune et du Soleil. L'amplitude de la marée terrestre, mesurée par satellite, peut dépasser le mètre.
La marée terrestre se définit comme une marée solide, attribut qui peut par ailleurs se rapporter à tout autre corps planétaire.

## Effets

### Marée gravimétrique et pesanteur
Les forces de marée astronomique modifient directement l'accélération de la pesanteur en norme et en direction, en lui ajoutant une composante de l'ordre de 0,25 × 10−6 g. Les relevés se font désormais par gravimétrie à supraconductivité.

### Résonance spin-orbite des planètes
Les marées solides des planètes et de leurs satellites, ainsi que des étoiles binaires et des astéroïdes binaires, jouent un rôle clé dans la dynamique à long terme des systèmes planétaires. Par exemple, c'est à cause des marées solides de la Lune qu'elle a été capturée dans la résonance spin-orbite 1:1 et nous montre toujours la même face. En raison des marées solides, Mercure est piégée dans la résonance spin-orbite 3:2 avec le Soleil. Pour la même raison, on pense que de nombreuses exoplanètes sont capturées dans des résonances spin-orbite supérieures avec leurs étoiles hôtes.
Une conséquence de cet effet est l'allongement de la période de rotation des planètes à mesure que leur satellite s'éloigne.

### Volcanologie
Les volcanologues utilisent les mouvements réguliers et prévisibles des marées terrestres pour tester et calibrer les instruments de surveillance de la déformation des édifices volcaniques. Ces marées sont aussi suspectées de pouvoir déclencher des événements volcaniques. Les sismologues ont déterminé que les événements microsismiques sont corrélés aux variations de marée en Asie centrale (au nord de l'Himalaya)[réf. nécessaire].

### Hydraulique souterraine
La circulation de l'eau libre dans les aquifères est principalement tributaire de phénomènes de grande ampleur comme les cycles climatiques et les pompages. Des variations plus discrètes sont aussi induites par les variations de la pression atmosphérique ; pour les aquifères en contact avec la mer, par les marées océaniques et par les marées terrestres.

### Précision des instruments
L'amplitude semi-diurne des marées terrestres peut atteindre environ 55 cm (soit environ 22 pouces, ou 22 po au Canada) à l'équateur, ce qui est important dans le système de positionnement global, l'interférométrie à très longue base et les mesures de télémétrie laser sur satellites,. De plus, pour effectuer des mesures angulaires astronomiques précises, il faut connaître le taux de rotation de la Terre (durée du jour — fluctuation de la durée du jour (en) — précession et nutation (en)), qui est influencé par les marées terrestres (ce qu'on appelle la marée polaire).
Les marées terrestres doivent également être prises en compte dans le cas de certaines expériences de physique des particules, tels les très gros accélérateurs de particules du CERN et du Centre de l'accélérateur linéaire de Stanford. Parmi les effets à prendre en compte figurent la déformation de la circonférence des accélérateurs circulaires et l'énergie du faisceau de particules : les marées terrestres ont des effets mesurables importants sur l'énergie des faisceaux de particule du Grand collisionneur électron-positron du CERN qui obligent à tenir compte des phases de la Lune pour son étalonnage ; sur les 27 km de circonférence du LEP, les déformation induites par les phases de la Lune modifient de 1 mm la circonférence du LEP. Les variations relatives de distance entre deux points voisins de la croûte terrestre sous l'effet des marées gravimétriques ne sont que de l’ordre de 0.05 ppm  (parties par million, soit 5,10 × 10−8) de la longueur, soit 1 µm pour 20 m.

### Influence sur la végétation
Vu l'extrême faiblesse des changements exercés par les marées terrestres, la gravimétrie a un rôle improbable à un niveau physique ou biologique. Toutefois certaines études ,, ont mis en évidence une interactivité des plantes avec les marées terrestres, qualifiée de corrélative et circonstancielle.

## Force de marée
La marée terrestre (en anglais Earth tide, solid Earth tide, crustal tide, body tide, bodily tide ou land tide) est le déplacement de la surface de la Terre solide (en) provoqué par la gravité de la Lune et du Soleil. Sa composante principale a une amplitude de l’ordre du mètre sur des périodes d'environ 12 heures et plus. Les principaux constituants de la marée terrestre sont semi-diurnes, mais certaines contributions importantes sont diurnes, semi-annuelles et bimensuelles.  
Bien que le forçage gravitationnel provoquant les marées terrestres et celles océaniques soit le même, les réponses sont assez différentes. 
La plus grande des forces gravitationnelles périodiques provient de la Lune, mais celle du Soleil est également importante. Les images ici montrent la force de marée lunaire lorsque la Lune apparaît directement au-dessus de 30°N (ou 30°S). Ce motif reste fixe avec la zone rouge dirigée vers (ou directement loin de) la Lune. Le rouge indique une traction vers le haut, le bleu vers le bas. Si, par exemple, la Lune est directement au-dessus de 90°O (ou 90°E), les zones rouges sont centrées sur l'hémisphère nord ouest, en haut à droite. Rouge haut, bleu bas. Si, par exemple, la Lune est directement au-dessus de 90°O (90°E), le centre de la zone rouge est de 30°N, 90°O et 30°S, 90°E, et le centre de la bande bleuâtre suit la grande cercle équidistant de ces points. À 30° de latitude, un fort pic se produit une fois par jour lunaire, ce qui donne une force diurne importante à cette latitude. Le long de l'équateur, deux pics (et dépressions) de taille égale transmettent une force semi-diurne.

## Marée solide
La marée terrestre englobe tout le corps de la Terre et n'est pas entravée par la mince croûte terrestre et les masses terrestres de surface, à des échelles qui rendent la rigidité de la roche non pertinente. Les marées océaniques sont la conséquence de la résonance des mêmes forces motrices, avec les périodes de mouvement de l'eau dans les bassins océaniques, accumulées sur plusieurs jours, de sorte que leur amplitude et leur timing sont assez différents, et varient sur de courtes distances de quelques centaines de kilomètres seulement. Les périodes d'oscillation de la Terre dans son ensemble ne sont pas proches des périodes astronomiques, donc sa flexion est due aux forces du moment. 
Les composantes de la marée, suivant une période proche de douze heures, ont une amplitude lunaire (distances de renflement de la Terre/dépression) qui est un peu plus de deux fois la hauteur des amplitudes solaires, comme indiqué dans le tableau ci-dessous. À la nouvelle lune et à la pleine lune, le Soleil et la Lune sont alignés, et les maxima et minima de marée lunaire et solaire (renflements et dépressions) s'additionnent pour obtenir la plus grande amplitude de marée à des latitudes particulières (vives-eaux). Aux phases du premier et du troisième quartiers de lune, les marées lunaire et solaire sont perpendiculaires et l'amplitude des marées est au minimum (mortes-eaux). Les marées semi-diurnes passent par un cycle complet (une marée haute et une marée basse) environ une fois toutes les 12 heures et un cycle complet de hauteur maximale (une marée printanière et une marée basse) environ une fois tous les 14 jours. 
La marée semi-diurne (un maximum toutes les 12 heures environ) est principalement lunaire (seul S 2 est purement solaire) et donne lieu à des déformations sectorielles qui montent et descendent en même temps le long de la même longitude. Les variations sectorielles des déplacements verticaux et est-ouest sont maximales à l'équateur et disparaissent aux pôles. Il y a deux cycles le long de chaque latitude, les renflements opposés et les dépressions également opposées. La marée diurne est lunisolaire et donne lieu à des déformations tessérales. Le mouvement vertical et est-ouest est maximal à 45° de latitude et nul à l'équateur et aux pôles. La variation tessérale a un cycle par latitude, un renflement et une dépression ; les renflements sont opposés (antipodaux), c'est-à-dire que la partie ouest de l'hémisphère nord et la partie est de l'hémisphère sud, par exemple, et de même les dépressions s'opposent, la partie est de l'hémisphère nord et la partie ouest de l'hémisphère sud, dans ce cas. Enfin, les marées bimensuelles et semi-annuelles ont des déformations zonales (constantes le long d'un cercle de latitude), car la gravitation de la Lune ou celle du Soleil est dirigée alternativement loin des hémisphères nord et sud en raison de l'inclinaison. Il n'y a aucun déplacement vertical à 35° 16' de latitude. 
Étant donné que ces déplacements affectent la direction verticale, les variations est-ouest et nord-sud sont souvent tabulées en millisecondes pour une utilisation astronomique. Le déplacement vertical est fréquemment tabulé en μGal, car le gradient de gravité dépend de l'emplacement, de sorte que la conversion de distance n'est que d'environ 3 μGal/cm.

## Autres contributeurs de la marée terrestre
Dans les zones côtières, parce que la marée océanique est tout à fait en décalage avec la marée terrestre, à marée haute il y a un excès (ou à marée basse un déficit) d'eau sur ce que serait le niveau d'équilibre gravitationnel et le sol adjacent descend (ou monte) en réponse aux différences de poids qui en résultent. Les déplacements causés par la charge de marée océanique peuvent dépasser les déplacements du corps terrestre dus à la marée. Les instruments sensibles loin à l'intérieur des terres doivent souvent apporter des corrections similaires. Les charges atmosphériques et les tempêtes peuvent également être mesurables, bien que les masses en mouvement soient moins lourdes. 

## Constituants de marée
Principaux constituants des marées (en) . Les amplitudes peuvent différer de celles indiquées à quelques pour cent près,. 
| Semi-diurne                |               |                          |                            |
| Constituant de marée       | Période       | Amplitude verticale (mm) | Amplitude horizontale (mm) |
| M 2                        | 12,421 heures | 384,83                   | 53,84                      |
| S 2 (solaire semi-diurne)  | 12,000 heures | 179,05                   | 25,05                      |
| N 2                        | 12,658 heures | 73,69                    | 10,31                      |
| K 2                        | 11,967 heures | 48,72                    | 6,82                       |
| Diurne                     |               |                          |                            |
| Constituant de marée       | Période       | Amplitude verticale (mm) | Amplitude horizontale (mm) |
| K 1                        | 23,934 heures | 191,78                   | 32,01                      |
| O 1                        | 25,819 heures | 158,11                   | 22,05                      |
| P 1                        | 24,066 heures | 70,88                    | 10,36                      |
| φ 1                        | 23,804 heures | 3,44                     | 0,43                       |
| ψ 1                        | 23,869 heures | 2,72                     | 0,21                       |
| S 1 (solaire diurne)       | 24,000 heures | 1,65                     | 0,25                       |
| Long terme                 |               |                          |                            |
| Constituant de marée       | Période       | Amplitude verticale (mm) | Amplitude horizontale (mm) |
| M f                        | 13,661 jours  | 40,36                    | 5,59                       |
| M m (lunaire mensuel)      | 27,555 jours  | 21,33                    | 2,96                       |
| S sa (solaire semi-annuel) | 0,5 an        | 18,79                    | 2,60                       |
| Nœud lunaire               | 18,613 ans    | 16,92                    | 2,34                       |
| S a (solaire annuel)       | 1,0 an        | 2,97                     | 0,41                       |